# Université Paris-Diderot
L'université Paris-Diderot (anciennement Paris 7) est une ancienne université pluridisciplinaire située à Paris faisant partie des sept universités de l'académie de Paris. Elle avait été créée en 1971 à la suite de la scission de l'université de Paris.
L'université a été membre du PRES Sorbonne Paris Cité.
Elle fusionne avec l'université Paris-Descartes et l'Institut de physique du globe de Paris en 2019 pour constituer Université Paris-Cité, à qui elle cède pleinement ses droits au 1er janvier 2020.
Elle était spécialisée en sciences, en médecine, en sciences humaines et sociales, arts et langues.
Y ont enseigné deux prix Nobel et deux ministres de l'Éducation nationale.

## Historique

### Création de l'université
Avant les événements de mai 1968, il existait une seule université à Paris créée aux alentours de 1200, supprimée en 1793 et recréée en 1896. Elle était composée de six facultés. La loi Faure a imposé aux anciennes facultés de se diviser en UER avant de se recomposer en universités nouvelles. Lorsque Robert Mallet est nommé recteur de l'Académie de Paris en 1969, les anciennes facultés ne sont pas encore engagées dans la constitution d'universités pluridisciplinaires. Il essaie alors d'obtenir la création d'au moins une université de ce type.
À la rentrée 1968, la faculté de médecine est divisée en dix facultés. Jean Bernard, alors directeur de l'institut de recherche sur les leucémies, et opposé à la séparation entre les sciences et la médecine, se rapproche du projet porté par Robert Mallet. L'opposition au démantèlement est plus forte à la faculté des sciences dirigée par le doyen Marc Zamansky. Le recteur Mallet obtient cependant du ministre de l'éducation Olivier Guichard que le projet d'université pluridisciplinaire se réalise si au moins 10 % des enseignants de la faculté des sciences se prononcent favorablement au départ de certains de leurs membres pour la nouvelle université, et obtient après consultation 13 %. Le ministère appuie alors le départ de ces enseignants. La faculté des lettres avait déjà été divisée entre les nouvelles universités de Paris I, III, IV et V. Un groupe d'enseignants, principalement anglicistes mais aussi géographes, ne se retrouve pas dans les projets pédagogiques de ces universités et se joignent eux aussi au projet.
L'université voit la signature de ses premiers statuts dès le 14 décembre 1970, et est officiellement créée le 1er janvier 1971. L'université Paris 7 naît ainsi non seulement d'une simple scission administrative mais aussi d'une division politique et pédagogique au sein des chercheurs scientifiques issus des facultés de l'université de Paris. Dans le domaine de la santé, elle est alors constituée de deux unités d'enseignement et de recherche médicales, les centres hospitaliers et universitaires « Bichat-Beaujon » et « Lariboisière - Saint-Louis » auxquelles s'ajoutent une unité d'hématologie (l'institut de recherche sur les leucémies) et une unité de sciences humaines cliniques formées de psychanalystes. En lettres et sciences humaines, quatre unités entières rejoignent l'université, l'unité d'anthropologie, ethnologie et sciences des religions, l'unité de didactique des disciplines scientifiques, l'institut d'anglais, et l'unité de langues et civilisations de l'Asie orientale; en outre une unité de sciences des textes et des documents est créée par des membres de l'unité de littérature et langue françaises ne souhaitant pas rejoindre l'université Paris IV, et un département de recherches linguistiques est créé, autour notamment d'Antoine Culioli,. Ces unités sont principalement implantées rue Charles V et à Censier. En sciences, trois unités sont divisées entre Paris VI et Paris 7, les unités d'algèbre et géométrie, de biochimie, et de biologie génétique, et trois unités sont créées par regroupement de membres de dix unités ayant rejoint Paris VI, une unité de biologie, une unité de physique et une unité de chimie, auxquelles s'ajoute la création d'un département de géologie. Ces unités sont restées sur le campus de Jussieu.

### Débuts difficiles
L'université doit faire face dès sa création à des problèmes de locaux concernant ses composantes scientifiques, qui doivent partager avec l'université Paris-VI le campus de Jussieu. L'UER de mathématiques, qui ne dispose que de trois salles de cours avant la création des secteurs 24-34-44 du campus, doit héberger l'administration de l'université.
Des problèmes matériels s'ajoutent à cela, l'administration insuffisamment dotée en personnel IATOS par le ministère devant recourir à du personnel recruté hors concours administratif, et sur les crédits de fonctionnement de l'université. Cette situation crée des tensions avec d'autres secteurs de l'université, comme le domaine médical, mieux doté en personnel mais qui voit ainsi ses budgets baisser.
L'établissement doit aussi faire face peu après sa création à un projet de déménagement en dehors de la région parisienne, et la ville de Nice est un temps évoquée.
L'université fut un pôle important du développement des recherches féministes et d'histoire des femmes. En 1973, la création du cours « Les femmes ont-elles une histoire ? » par Michelle Perrot, Pauline Schmitt-Pantel et Fabienne Bock apparaît ainsi comme pionnier ; de nombreux universitaires y intervinrent. À partir de 1976, le cours devient un séminaire mieux organisé, qui entraîne la rédaction de mémoires de maîtrise et de thèses à mesure que ces sujets gagnent en intérêt dans l'historiographie. En lien avec le Centre de recherches historiques de l'EHESS est organisé le colloque de Saint-Maximin de 1983 dont le thème est « Une histoire des femmes est-elle possible ? », alors que la publication semestrielle Pénélope, Cahiers pour l'histoire des femmes est créée (1979-1985).

### Développements à partir des années 1990
À la suite d'une circulaire émanant de la direction de la programmation et du développement universitaire de septembre 1991, l'université commence une procédure pour accoler au nom officiel « université Paris 7 » un nom propre choisi par le conseil d'administration. Une première liste de noms est présentée par le conseil d'administration de l'université et par les directeurs d'UFR lors du CA du 19 novembre 1991. Cette liste est ensuite soumise à un référendum auprès des membres du personnel, et un premier résultat est présenté lors du CA du 11 février 1992. Les noms de « Jussieu », de « Denis Diderot », puis d'« Albert Einstein » arrivent en tête de cette consultation. Afin de ne pas faire primer l'une des disciplines de l'université sur une autre, le CA vote finalement pour l'appellation de « Denis Diderot ». Le nom est officiellement adopté par l'université à la suite des « journées Denis Diderot » organisées du 2 au 5 novembre 1994.
L'université revoit son organisation interne, en passant ainsi aux compétences élargies au 1er janvier 2009, et en ouvrant une école d'ingénieurs à la rentrée 2010.

### Création du campus «Paris Rive Gauche»

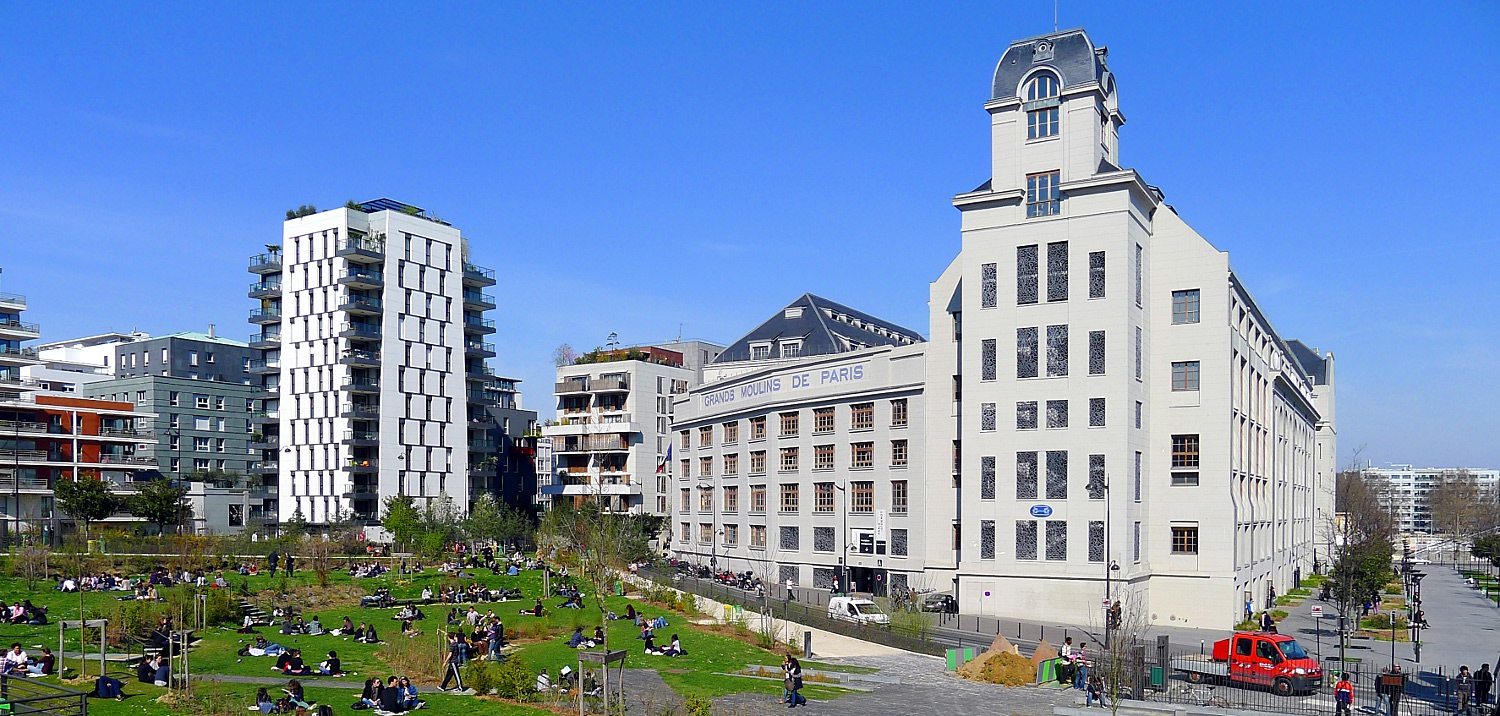
Les Moulins dans leur environnement urbain.

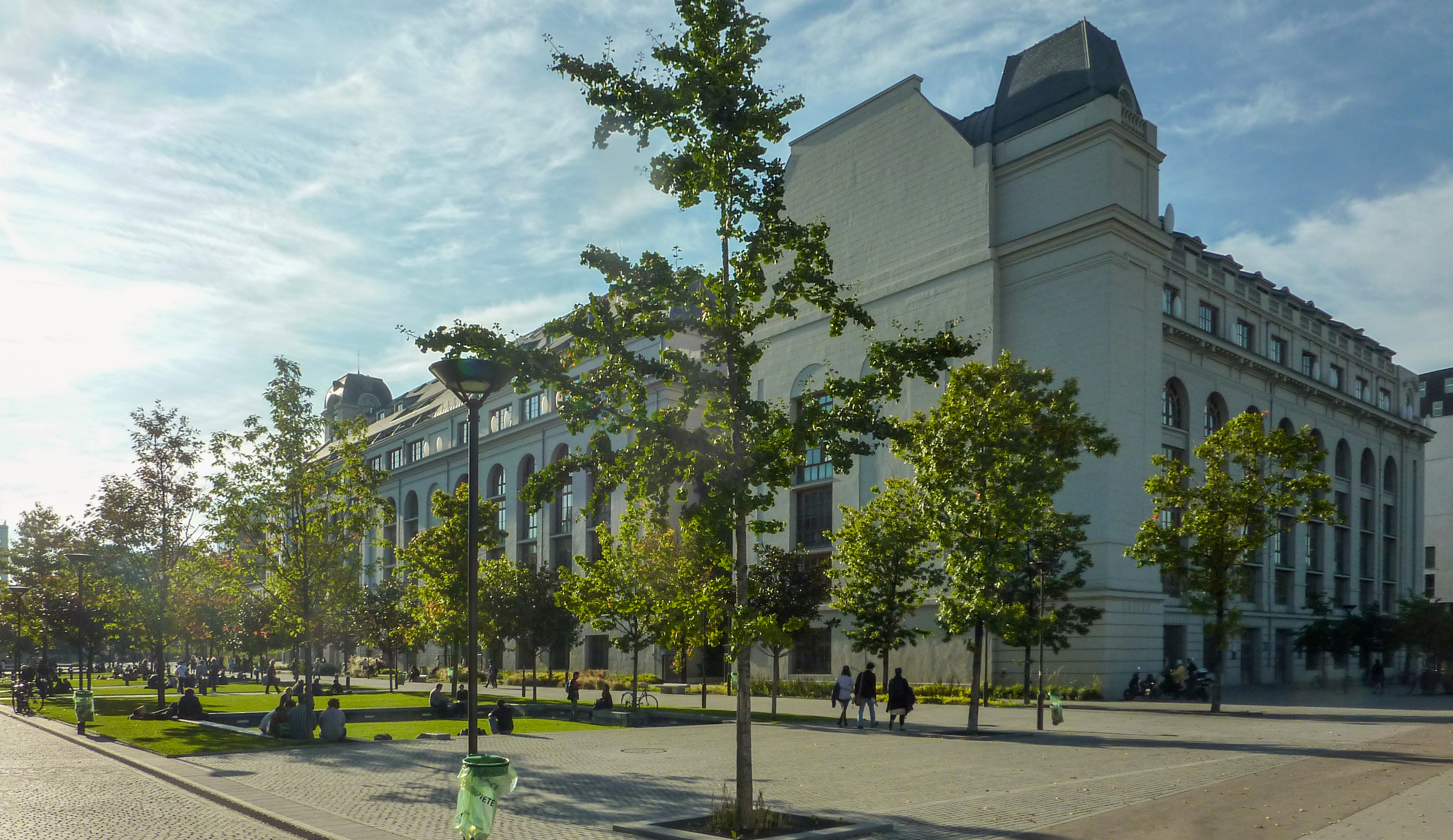
L'esplanade Pierre-Vidal-Naquet introduisant les Grands Moulins de Paris, siège principal de l'université.

Jusqu'en 2005, le campus de Jussieu compte près de 40 000 étudiants, soit le double de l'effectif prévu initialement, hébergeant simultanément trois établissements universitaires comportant locaux administratifs, laboratoires de recherche, amphithéâtres, salles de travaux dirigés et salles de travaux pratiques. Le manque de locaux devient alors un problème crucial d'autant que la durée problématique et imposante du désamiantage du « gril d'Albert » (dix ans minimum) impose la mobilisation d'une quantité considérable de locaux de substitution (appelés « locaux tampons ») : ces raisons expliquent l'échec du parachèvement du campus dans le cadre du plan « Université 2000 ». Après un relevé cadastral de ses locaux effectué en 1989, l'université n'a posé la question du déménagement du campus qu'au début des années 1990 : il s'est avéré que le coût final de location de locaux tampons aurait été aussi élevé que le coût de construction de locaux neufs.
En novembre 1995, Jean-Pierre Dedonder, alors président, présente le projet de déménagement aux autorités de tutelle. La dénomination Paris Rive Gauche (PRG) concerne non seulement le projet de déménagement mais aussi le site d'implantation définitif de la totalité des composantes (hors secteur santé). L'université, convaincue par le coût onéreux et long des travaux engendrés par de telles remises aux normes, poursuit alors sa politique de création de nouveaux bâtiments sur le nouveau campus, tout en permettant ainsi une meilleure clarification de la répartition des locaux avec sa consœur l'université Paris 6 et l'Institut de physique du globe. Le conseil d'administration de l'université, réuni le 19 novembre 1996, se prononce unanimement en faveur du déménagement.
Le projet de déménagement commence à se concrétiser fin 1999 par six opérations dans le cadre du contrat de projets État-région : rénovation des Grands Moulins de Paris et de la Halle aux Farines et construction de quatre bâtiments. La deuxième phase de construction ayant été lancée en 2010, l'université dispose aujourd'hui dans le prolongement du site PRG de 155 000 m2 de locaux neufs ou réhabilités, dont la livraison finale par le groupement Unicité (groupe Vinci) est attendue pour 2012 dans le cadre d'un partenariat public-privé : les bâtiments, loués pendant 27 ans pour un loyer annuel d'un montant inférieur à dix millions d'euros hors-taxes (dont 15 % assureront le financement des coûts de maintenance et d'exploitation) deviendront ensuite propriété de l'université. La première pierre des premiers bâtiments a été posée le 30 septembre 2004 par François Fillon, alors Ministre de l'Éducation nationale, et celle des quatre derniers le 21 janvier 2011 par Valérie Pécresse, alors Ministre de l'Enseignement supérieur et de la Recherche.

### Alliance
L'établissement se rapproche d'autres universités parisiennes à partir du milieu des années 2000 dans le cadre de la mise en place de pôles de recherche et d'enseignement supérieur (PRES) et du plan campus. Un premier rapprochement est opéré en janvier 2006 avec la création de l'association Paris Centre Universités, qui regroupe alors l'université avec celles de Paris-I et Paris-V, alors que les autres universités parisiennes s'étaient unies autour du projet de Paris Universitas l'année précédente. Les projets portés par ces premières réunions d'établissements ne sont pas retenus lors de la première phase du plan campus d'avril 2008, et de nouveaux rapprochements se forment. Paris 7 intègre par la suite le projet Sorbonne Paris Cité, qui rassemble aussi les universités de Paris-III, Paris 5 et Paris-XIII, ainsi que d'autres établissements d'enseignement supérieur comme SciencesPo, et le PRES est officiellement créé le 13 février 2010.
Les universités Paris-III, Paris-V et Paris 7 décident en 2017 d'une fusion initialement prévue pour le 1er janvier 2019. Ainsi créée, l'Université Paris-Cité n'inclut finalement pas Paris-III, et la fusion complète des universités Paris-V, Paris-VII et l'IPGP est reportée au 1er janvier 2020.

## Présidence
| Identité                           | Période | Période          | Durée |
| Identité                           | Début   | Fin              | Durée |
| ---------------------------------- | ------- | ---------------- | ----- |
| Michel Alliot (1924 - 2014)        | 1971    | 1976             | 5 ans |
| Yves Le Corre (1928 - 2010)        | 1976    | 1981             | 5 ans |
| Jean-Jacques Bernier (1921 - 2015) | 1981    | 1982             | 1 an  |
| Jean-Jacques Fol (1930 - 1988)     | 1982    | 1987             | 5 ans |
| Nadine Forest (d) (née en 1938)    | 1987    | 1992             | 5 ans |
| Jean-Pierre Dedonder (né en 1946)  | 1992    | 1997             | 5 ans |
| Michel Delamar (né en 1947)        | 1997    | 2002             | 5 ans |
| Benoît Eurin (né au XXe siècle)    | 2002    | 2007             | 5 ans |
| Guy Cousineau, (né en 1949)        | 2007    | 2009 (démission) | 2 ans |
| Vincent Berger (né en 1967)        | 2009    | 2013             | 4 ans |
| Christine Clerici, (née en 1953)   | 2014    | 2019 (fusion)    | 5 ans |

## Organisation

### Composantes

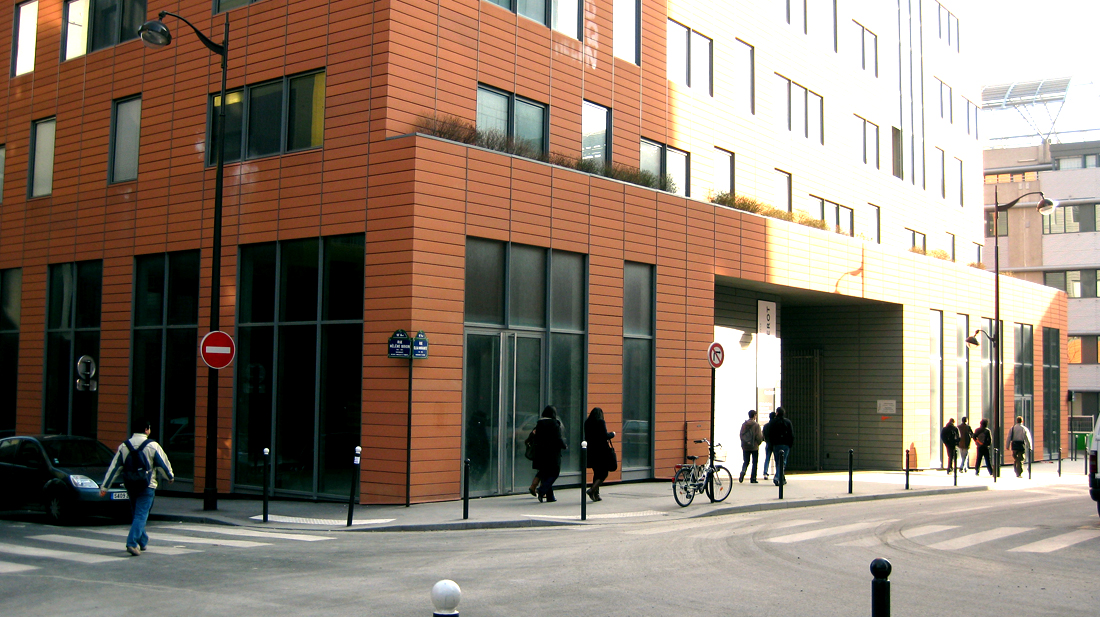
Entrée principale du bâtiment Condorcet.

Les formations en sciences dures étaient composées des deux départements de formation de licence « sciences de la nature et de la vie » et « sciences exactes », de l'école d'ingénieurs Denis-Diderot, de l'IUT Paris-Jussieu, de l'institut de recherche sur l'enseignement des mathématiques, ainsi que des cinq UFR de chimie, d'informatique, de mathématiques, de physique et de biologie.
Les formations en lettres et sciences humaines étaient organisées par un département de formation de licence, l'institut de la pensée contemporaine et huit UFR d'études.
Les formations en santé étaient structurées autour de l'institut universitaire d'hématologie, ainsi que de deux UFR de santé (odontologie et médecine).

#### Écoles doctorales
L'université disposait de neuf écoles doctorales. Elle était en partenariat avec quatorze autres écoles doctorales, rattachées à des universités de la région. Les écoles étaient réparties entre un secteur dédié aux lettres, langues et sciences humaines et un autre dédié aux sciences et à la santé.

### Bibliothèques

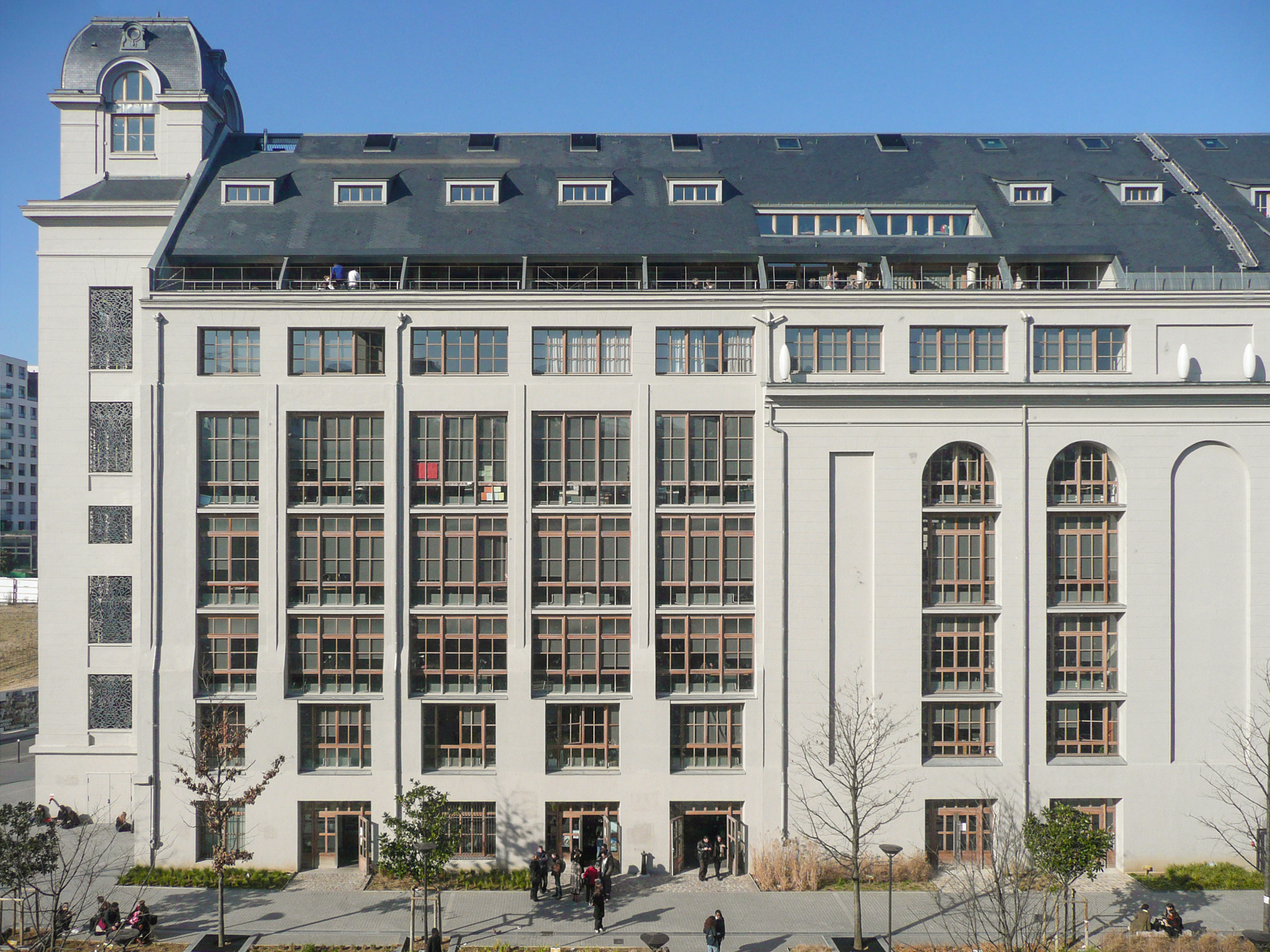
Les Grands Moulins de Paris, où est située la bibliothèque centrale.

La bibliothèque centrale est au Campus des Grands Moulins. Elle fait 8 000 m2 et disposait en 2011 180 000 documents.
Deux bibliothèques (Bichat et Villemin) étaient dédiées à la médecine.

## Implantation

Carte d'implantation du campus des Grands Moulins.

L'université est principalement implantée dans le quartier Paris Rive Gauche, mais dispose aussi d'installations rue Charles-V (UFR études anglophones), dans l'Immeuble Montréal rue de Tolbiac (UFR GHSS et Sciences sociales), rue du Chevaleret (UFR Mathématiques et Informatiques) et rue de Paradis (UFR Sciences humaines cliniques).
En 2011 le campus rive gauche a accueilli quatre nouveaux bâtiments. L'université est partenaire du Nouveau quartier latin (NQL 13).
L'établissement occupe également différents locaux dans le 13e arrondissement de Paris.

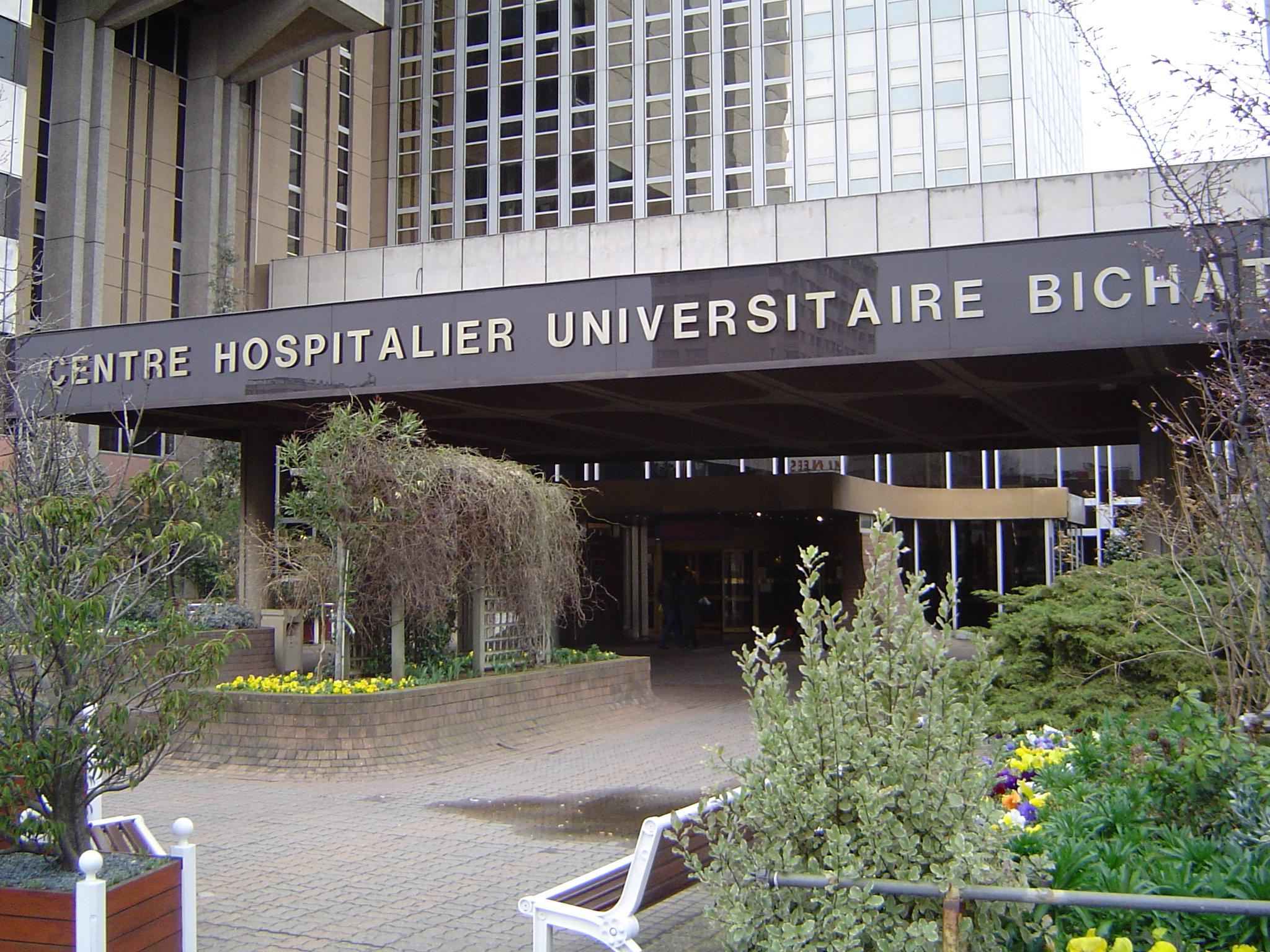
L'hôpital Bichat-Claude-Bernard est utilisé pour les formations de l'université.

L'hôpital Saint-Louis et l'hôpital Bichat-Claude-Bernard sont utilisés par les formations médicales. Les formations en odontologie sont rue Garancière dans le sixième arrondissement et les formations en sciences humaines cliniques rue de Paradis. Elles disposent de leurs propres bibliothèques,,.

## Enseignement et recherche

### Formation
À la rentrée 2015, l'université proposait 27 licences et un Diplôme d'ingénieur. Elle dispensait des licences générales et professionnelles.
En 2011, selon le ministère de l'Enseignement supérieur, 93 % des diplômés en sciences sociales, dures et médecine occupaient un emploi dans les trente mois.

### Échanges internationaux
L'université avait 1 104 accords d'échange avec 293 institutions étrangères dans 53 pays dont 188 avec des universités européennes. Elle était membre d'Erasmus.
En 2007 elle a accueilli le Premier Ministre de Corée du Sud.
Elle était membre de la Guilde des universités européennes de recherche.

### Recherche
Elle disposait de 102 laboratoires,, dont 80 % en unité mixte d'autres organismes parmi lesquels le CNRS, l'INSERM, le CEA, l'INRIA et l'Institut Pasteur. Elle délivrait environ 500 thèses et 80 HDR par an,.
Elle a créé le prix « Diderot Innovation » en partenariat avec le CNRS, relancé en décembre 2015.

## Classement
En 2012 elle était entre la 101e et la 150e place (45e en mathématiques) et entre la 4e et la 7e place en France dans le classement de Shanghai. La même année, elle était 234e dans le QS World University Rankings, 166e dans le Times Higher Education World University Rankings et 786e dans le Ranking Web of World Universities.

## Vie étudiante

### Sociologie
En 2009, l'université comptait 24 737 étudiants dont 1,5 % en droit et économie, 42 % en lettres, 26 % en sciences et 29,5 % en médecine.
3 482 étudiants étaient boursiers soit plus que la moyenne nationale.

### Activités sportives
Elle proposait différents sports ainsi qu'une formation au brevet de surveillant de baignade et au brevet national de sécurité et de sauvetage aquatique.

### Monde associatif
Elle proposait un financement sur un fonds de solidarité et de développement des initiatives étudiantes pour des projets associatifs qui s'élevait à 231 000 euros en 2007,.
Elle comptait plus de cinquante associations.

### Évolution démographique
Évolution démographique de la population universitaire
| 2000   | 2001   | 2002   | 2003   | 2004   | 2005   | 2006   | 2007   |
| ------ | ------ | ------ | ------ | ------ | ------ | ------ | ------ |
| 24 744 | 24 183 | 24 347 | 24 810 | 25 597 | 25 769 | 24 684 | 22 973 |

| 2008   | 2009   | 2010   | 2011   | 2012   | 2013   | 2014   | 2015   |
| ------ | ------ | ------ | ------ | ------ | ------ | ------ | ------ |
| 24 158 | 24 737 | 26 394 | 24 901 | 24 289 | 24 443 | 23 250 | 24 559 |

| 2016   | 2017   | 2018   | - | - | - | - | - |
| ------ | ------ | ------ | - | - | - | - | - |
| 25 889 | 25 624 | 25 523 | - | - | - | - | - |

## Personnalités liées à l'université

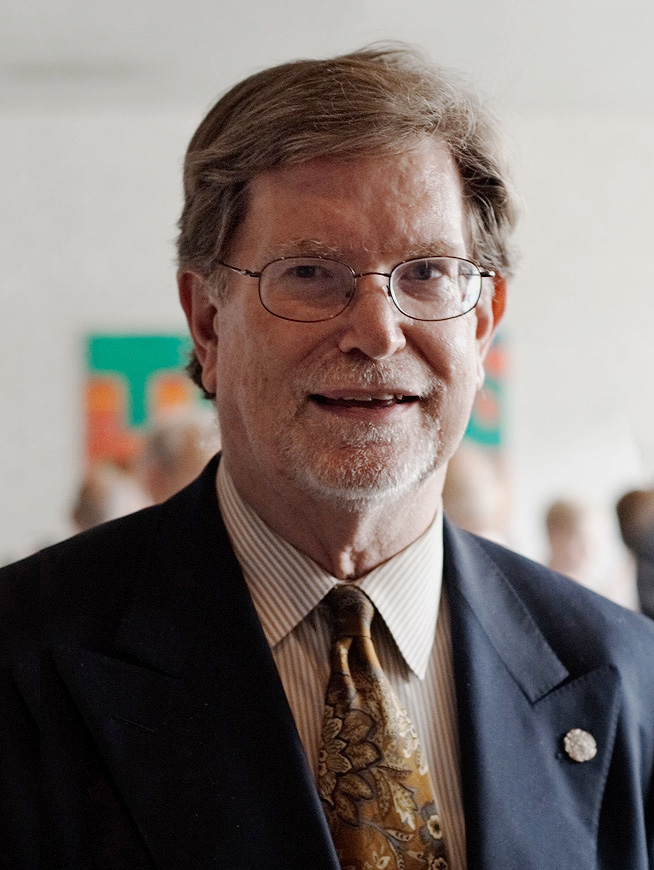
Le lauréat du prix Nobel de physique George Fitzgerald Smoot, enseignant de l'université.

### Enseignants et anciens enseignants
Dans le domaine scientifique, des personnalités comme le lauréat du prix Nobel de physique 2006 George Fitzgerald Smoot,,, ou le lauréat du prix Nobel de physiologie ou médecine 1980 Jean Dausset ont enseigné à l'université, de même que le membre de l'Académie des sciences Jean-Michel Savéant, l'astrophysicien découvreur des anneaux de Neptune André Brahic, le vice-président de l'Académie de médecine Patrice Tran Ba Huy, le recteur de l'Agence universitaire de la Francophonie Bernard Cerquiglini, ou encore le premier président du Comité consultatif national d'éthique Jean Bernard. Les départements Histoire et Sociologie ont compté nombre de chercheurs : Jean Duvignaud, Pierre Ansart, Michelle Perrot, Catherine Coquery-Vidrovitch, Gérard Namer, Claude Liauzu, etc.
Plusieurs personnalités politiques ont enseigné à l'université, comme les anciens ministre français de l'Éducation nationale Claude Allègre et Luc Ferry, l'eurodéputé français Jean-Luc Bennahmias, ou encore le ministre estonien Jaak Aaviksoo.

### Étudiants
Plusieurs étudiants de l'université se sont illustrés dans le domaine des arts, comme le lauréat du prix Médicis 1995 Pascal Bruckner, ou le réalisateur coréen Jeon Soo-il. Des journalistes comme le lauréat du prix Albert-Londres 1984 Jean-Michel Caradec'h, la chercheuse en biologie Alice Meunier, des philosophes comme Gilles Dowek (grand Prix de philosophie 2007), l'eurodéputée allemande Evelyne Gebhardt, la biomathématicienne Dominique Costagliola, la géophysicienne Mioara Mandea, l'astronome et astrophysicienne Fabienne Casoli, l'avocate Aïcha Kadhafi, le maître bouddhiste zen et auteur Roland Yuno Rech et la ministre Cécile Duflot ont étudié à l'université.

### Docteurshonoris causa
Lors de la cérémonie de remise des titres de docteur honoris causa le 3 avril 2003 en Sorbonne, Benoît Eurin, alors président de l'université, décerne, en présence de l'historien du droit français Maurice Quénet, la distinction à neuf personnalités : Aravind Joshi, Stephen K. Krane, Goverdhan Mehta, Edward Said, Reinhart Koselleck Henry P. McKean, Salman Rushdie, Livio Scarsi et Tatsuo Suda. Vincent Berger, président de l'université en 2011, décerne la distinction à Lee Myung-bak, président de la Corée du Sud le 13 mai 2011.